# Eostrix
Eostrix es un género extinto de ave estrigiforme perteneciente a la familia Protostrigidae, que vivió a principios del Eoceno en Wyoming, Estados Unidos y en la Arcilla de Londres en Inglaterra. Fue nombrado por Pierce Brodkorb en 1971 para situar a una especie extinta conocida hasta entonces como Protostrix mimica. 
Se reconocen dos especies. E. martinellii fue descrita en 1972 a partir de un tarsometatarso izquierdo (hueso de la parte inferior de la pata) recuperado de un acantilado sobre el banco sureste de Cottonwood Creek en el condado de Fremont (Wyoming) por Jorge Martinelli durante una salida de campo en 1970 bajo el auspicio de la Universidad de Kansas. Los estratos en cuestión eran parte del Miembro Lysite de la Formación Wind River. Martinelli estaba estudiando paleontología en la Universidad de Barcelona. Los paleontólogos Larry D. Martin y Craig C. Black del Museo de Historia Natural nombraron en su honor a la especie. Esta es la menor de las dos especies, siendo similar en tamaño al actual búho chico (Asio otus). Diferencias en las trócleas (surcos) del extremo inferior del tarsometatarso lo apartan de los búhos actuales, más precisamente un surco en la tróclea del segundo dígito, un surco posterior más profundo en una tróclea relativamente estrecha en el tercer dígito, y una tróclea inusualmente redondeada para el cuarto dígito.